# Ring belge R14
Pour les articles homonymes, voir R14.
Le ring belge R14 est le ring de Geel. Un tronçon est manquant mais ne nécessite actuellement aucune construction.